# تل کوزرگران ۳–۲
تل کوزرگران ۳–۲ مربوط به دوره هخامنشی -دوره سلوکیان - دوره اشکانیان است و در شهرستان دورود، بخش سیلاخور، دهستان چالانچولان، ۲۰۰ متری شمال شرق روستای زرگران سفلی واقع شده و این اثر در تاریخ ۱۳ آبان ۱۳۸۶ با شمارهٔ ثبت ۱۹۸۲۵ به‌عنوان یکی از آثار ملی ایران به ثبت رسیده است.